# AJS Model 10-serie
De AJS Model 10-serie was een serie motorfietsen die het Britse merk AJS produceerde van 1926 tot 1936.

## Voorgeschiedenis
De gebroeders Stevens uit Wolverhampton maakten al in de jaren nul stationaire motoren en inbouwmotoren voor motorfietsmerken als Wearwell en Clyno. In 1909 richtten ze hun eigen merk op met de naam "AJS", genoemd naar een van de broers, Albert John Stevens. Dat deden ze met het plan om deel te nemen aan de TT van Man van 1911. Dat lukte. Albert John werd met een 300cc-AJS Model B zestiende in de Junior TT en J. Corke werd vijftiende. Tijdens de Junior TT van 1914 werden Eric Williams en Cyril Williams (geen familie) eerste en tweede. Na de Eerste Wereldoorlog won Cyril Williams met het AJS TT Model de Junior TT van 1920. In 1921 was het succes compleet: In de Junior TT werd Eric Williams eerste, Howard Davies tweede, Tom Sheard derde en George Kelly vierde, maar Davies won met zijn 350cc-machine ook nog de 500cc-Senior TT. Het TT Model presteerde ook goed in de Junior TT van 1922 met de eerste twee plaatsen voor Tom Sheard en George Grinton en in de Junior TT van 1923 werd H.F. Harris tweede. Ook in de volgende jaren deden de machines het goed in de 350cc-Junior TT, maar in de 500cc-Senior TT kregen ze het steeds moeilijker. AJS had echter geen 500cc-modellen, tot in 1926. Sportieve rijders konden in 1925 kiezen voor het AJS Model E4 met zijklepmotor, het AJS Model E5 met zijklepmotor, het AJS Model E6 met kopklepmotor en voor de echte coureurs het AJS Model E7 met koplepmotor. Dit waren allemaal 350cc-machines. 

## Jaren twintig
Vanaf 1925 had AJS een nieuwe type-aanduiding ingevoerd, waarbij elk bouwjaar zijn eigen letter kreeg. In 1925 was dat de "E", in 1926 de "G", in 1927 de "H", in 1928 de "K", in 1929 de "M", in 1930 de "R", in 1931 de "S" en in 1932 de "T".

### Modellen G10 en H10 1926-1927
In 1926 verschenen twee 500cc-machines van AJS. Het sportmodel G8 voor gebruik op de openbare weg en het Model G10 als echte racemotor. Beiden waren gebaseerd op de 350cc-modellen, maar kwamen door een boring van 84 mm en een slag van 90 mm op 498,8 cc. Ze hadden een kopklepmotor met stoterstangen waarbij de nokkenassen voor (uitlaat) en achter (inlaat) de cilinder lagen. De cilinderkop was afneembaar en werd met een beugel die in het carter geschroefd was op zijn plaats gehouden. Twee schetsplaten droegen de tuimelaarassen en de kleppen en klepveren lagen open. Krukas en drijfstangen draaiden in kogellagers en het Model G10 had duraluminium tuimelaars en een aluminium zuiger. Rechts op het carter zat een kettingkastje voor de aandrijfketting van de Lucas-ontstekingsmagneet. Die werd door de uitlaatnokkenas aangedreven en hier zat ook het extra oliepompje dat op de andere modellen een accessoire was. De machine had echter nog geen dry-sump smeersysteem; het was een total loss systeem met een handpomp op de tank en de mechanische pomp diende slechts ter ondersteuning. Ze had een Binks-carburateur met twist grip control en een Brooklands can-uitlaat. De drieversnellingsbak was handgeschakeld en het schakelquadrant zat rechts voor naast de tank. De machine had geen kickstarter omdat races met een duwstart begonnen. Het frame was het bij AJS gebruikelijke open brugframe waarin het blok een dragende functie vervulde. De voorvering werd verzorgd door een parallellogramvork zonder demping. Het achterframe was ongeveerd. Beide wielen hadden trommelremmen. De primaire- en de secundaire aandrijving werden verzorgd door kettingen in lichte, open kettingschermen en de machine had een meervoudige droge plaatkoppeling waarvan de platen met kurk bekleed waren. De olie werd niet in een compartiment van de benzinetank meegevoerd, maar in een aparte olietank onder het zadel waarop ook het handpompje zat. Aan het TT-sportstuur zaten manettes voor de aansturing van o.a. de voorontsteking, maar de snelheid werd geregeld door een twist grip. Een hendel links bediende de koppeling, het rechter hendel de voorrem. De achterrem werd met de linkervoet bediend, rechts zat geen pedaal. Als sportmodel had de machine geen treeplanken, maar voetsteunen. Al deze elementen konden echter worden aangepast aan de wensen van de coureur. Zo kon de bediening van de oliepomp met de voet gebeuren en konden ook beide remmen met de voet bediend worden. De uitlaat kon vervangen worden door een eenvoudige, ongedempte ronde pijp en men kon kiezen tussen een 3- of een 3½gallon-benzinetank. Een vaste prijs kon dan ook niet worden bepaald. De machine kostte - afhankelijk van de wensen van de klant - ongeveer zestig pond. Dat was twee pond goedkoper dan een Model G8, maar technisch weken de machines dan ook niet veel van elkaar af, terwijl op het Model G10 om gewicht te sparen veel onderdelen (bagagedrager, voorwielstandaard etc.) ontbraken. Het boordgereedschap werd meegevoerd in een tasje op de tank dat de coureur als steun kon gebruiken als hij in "racehouding" zat. Rechts onder de tank zat een fietspompje. In 1927 veranderde de typenaam in AJS Model H10. Het schakelquadrant werd verplaatst en de machine kreeg een stuurdemper.

### Senior TT 1926
Ondanks zijn teleurstelling over de diskwalificatie in de Lightweight TT eerder in de week, verscheen Pietro Ghersi met de gevreesde
Moto Guzzi C4V toch aan de start van de Senior TT. Hij moest voor de start nog wat laatste reparaties uitvoeren, maar toen hij naar de startstreep reed werd hij door het Britse publiek met applaus ontvangen. Toch viel zijn eerste ronde wat tegen. Wellicht door gebrek aan circuitkennis kwam hij een minuut langzamer door dan Jimmie Simpson. Wal Handley was in de eerste ronde Howard Davies gepasseerd, maar kreeg in de tweede ronde problemen met zijn bougie en zijn remmen, waardoor Stanley Woods en Edwin Twemlow hem voorbij kwamen. Toch passeerde Handley als tweede achter Simpson de TT Grandstand. Ghersi kwam in die ronde ten val en moest opgeven. Simpson reed zijn recordronde van 70,43 mijl per uur, maar halverwege de derde ronde klapte de motor van zijn AJS uit elkaar. Daardoor kwam Stanley Woods aan de leiding, gevolgd door Charlie Hough. Handley was weer goed op snelheid gekomen, maar lag slechts op de tiende plaats. In de vierde ronde viel Alec Bennett uit. Handley ging steeds sneller en begon naar voren te komen. Howard Davies, die in de derde ronde al hard gevallen was bij de Gooseneck, viel in de vijfde ronde bij Creg Willey's Hill uit met motorproblemen. Hough begon in te lopen op Stanley Woods, terwijl Edwin Twemlow met motorproblemen uitviel. In de zesde ronde ging het erom of Hough Woods kon inhalen. Hough kreeg een vlieg in zijn oog, waardoor hij bij Glentramman tegen een telegraafpaal vloog en - lichtgewond - moest opgeven. In de laatste ronde bleek Stanley Woods de winnaar, maar het verschil tussen Wal Handley en Frank Longman bedroeg slechts drie seconden.
| Pos | Coureur       | Merk | Tijd      | Snelheid  |
| --- | ------------- | ---- | --------- | --------- |
| 3   | Frank Longman | AJS  | 4:00"03'4 | 66,03 mph |
| 6   | George Rowley | AJS  | 4:07"48'6 | 63,96 mph |
| 16  | Clarrie Wise  | AJS  | 4:26"48'0 |           |

| Coureur                | Merk | Oorzaak |
| ---------------------- | ---- | ------- |
| Jimmie Simpson         | AJS  | Motor   |
| Joseph Hanford Stevens | AJS  | Ongeval |
| Charlie Hough          | AJS  | Ongeval |

### Senior TT 1927
In 1927 kon het Model H10 met zijn stoterstangenmotor al niet meer meekomen. Norton presenteerde de nieuwe, door Walter Moore ontwikkelde Norton CS1 met een bovenliggende nokkenas die door een koningsas werd aangedreven. Ook de machines van New Hudson, Triumph, Sunbeam en HRD bleken te sterk. 
| Pos | Coureur       | Merk | Tijd      | Snelheid  |
| --- | ------------- | ---- | --------- | --------- |
| 9   | George Rowley | AJS  | 4:08"40'0 | 63,74 mph |
| 11  | Charlie Hough | AJS  | 4:12"14'0 | 62,84 mph |
| 15  | R. Parkinson  | AJS  | 4:21"13'0 | 60,68 mph |

| Coureur        | Merk | Oorzaak |
| -------------- | ---- | ------- |
| Jimmie Simpson | AJS  | Motor   |

### Model K10 1928
AJS moest actie ondernemen en deed dat door het 350cc-Model K7 en het 500cc-Model K10 van 1928 te voorzien van een kettingaangedreven bovenliggende nokkenas en een dry-sump-smeersysteem. De coureur hoefde daardoor onderweg niet meer met de hand te smeren, maar moest in lange races wel olie bijvullen. De machine kreeg ook een Amal-carburateur. Dat was logisch, want Binks, Amac en Brown & Barlow waren samengegaan en hadden AMALgamated carburettors gevormd. De beugel over de cilinderkop werd vervangen door kopbouten. De machine was niet langer te koop. De fabrieksrijders konden het Model K10 wel aan hun persoonlijke wensen aanpassen. Zo ontstonden machines met en zonder frictiedemper op de voorvork. Beide nieuwe modellen, ook het 350cc-Model K7, presteerden door smeerproblemen slecht in de TT van 1928. AJS bracht zelfs twee nieuwe stoterstangenmachines uit, het Model KR6 en het Model KR8 als vervanging. Men kreeg de smeerproblemen echter onder de knie en eind 1928 won een K10 de Brooklands Grand Prix. 

### Senior TT 1928
De Senior TT werd onder slechte omstandigheden gereden. Veel coureurs stopten onderweg vanwege de hevige regen en dichte mist, juist na een lange periode van droogte. De winnende tijd van Charlie Dodson was dan ook de langzaamste sinds vijf jaar. Opmerkelijk waren de tegenvallende prestaties van de Norton CS1-racers, maar ook AJS was ontevreden vanwege problemen met de smering van de machines. 
| Pos | Coureur       | Merk | Tijd      | Snelheid  |
| --- | ------------- | ---- | --------- | --------- |
| 2   | George Rowley | AJS  | 4:18"41'0 | 61,27 mph |
| 13  | Tommy Spann   | AJS  | 4:32"32'0 | 58,16 mph |

| Coureur        | Merk | Oorzaak |
| -------------- | ---- | ------- |
| Len Cohen      | AJS  |         |
| Jimmie Simpson | AJS  |         |

### Model M10 1929
In 1929 ging het erg slecht met AJS. Voor het derde jaar op rij kon men geen dividend uitkeren en de Midlands Bank besloot de lopende lening te beëindigen. Die lening kon worden afbetaald, maar AJS hield nauwelijks werkkapitaal over. Om te overleven moesten alle modellen worden gemoderniseerd, om te beginnen met de zadeltank die al in 1924 door Howard Davies was uitgevonden en die snel opgang deed. Het Model M10 werd op veel punten gewijzigd en kreeg ook zo'n tank, maar niet het bijpassende frame. De parallellogramvork werd gewijzigd, het was nu een girder-type waarbij de centrale veer voor het balhoofd zat. De machine was voor amateurracers te koop voor 72 pond maar kon worden geleverd met voetschakeling en een kickstarter, waarvoor extra moest worden betaald. In 1929 waren de flanken van de tank eenmalig van een kleurtje voorzien. Omdat dit niet in de smaak van de klanten viel verdwenen de kleuren in 1930 weer.

### Senior TT 1929
AJS stuurde weer een groot team naar de TT van 1929, maar het resultaat was weer teleurstellend. Frank Longman was de enige die in de Senior TT de finish haalde, maar hij werd slechts zestiende.
| Pos | Coureur       | Merk | Tijd      | Snelheid  |
| --- | ------------- | ---- | --------- | --------- |
| 16  | Frank Longman | AJS  | 4:27"11'0 | 59,31 mph |

| Coureur       | Merk | Oorzaak |
| ------------- | ---- | ------- |
| Wal Handley   | AJS  |         |
| George Rowley | AJS  |         |
| Tommy Spann   | AJS  |         |

## Afbeeldingen jaren twintig

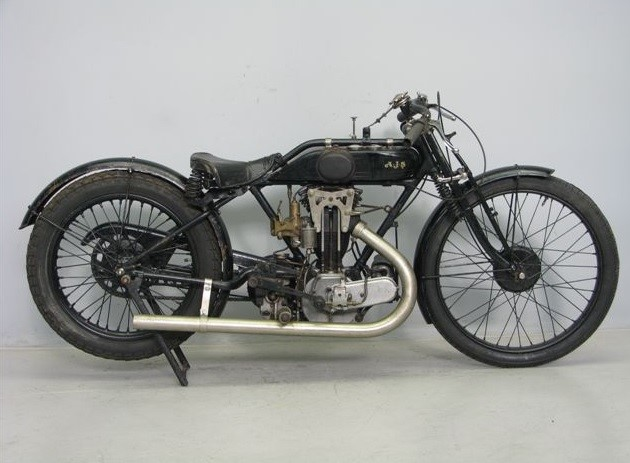
In 1925 was dit 350cc-Model E7 de enige echte racemotor van AJS. Dit exemplaar heeft een - niet originele - voetschakeling.
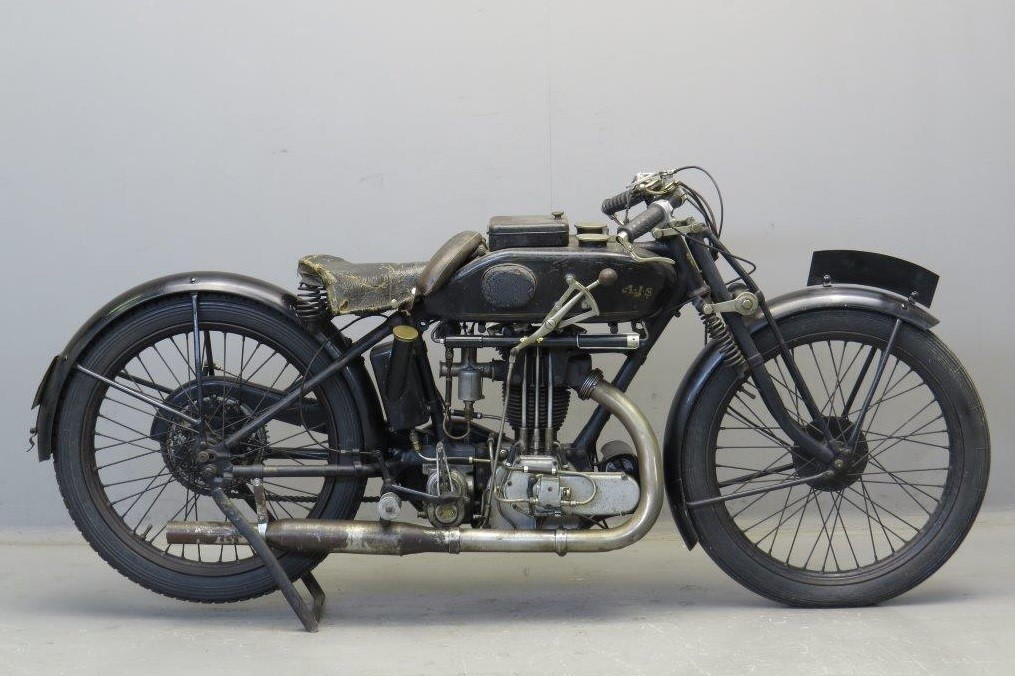
Het Model H10 uit 1927 had nog alle kenmerken van het 350cc-Model H7, maar het frame was verstevigd. Het schakelquadrant naast de tank zit nu verder naar achteren, bijna recht boven de versnellingsbak.
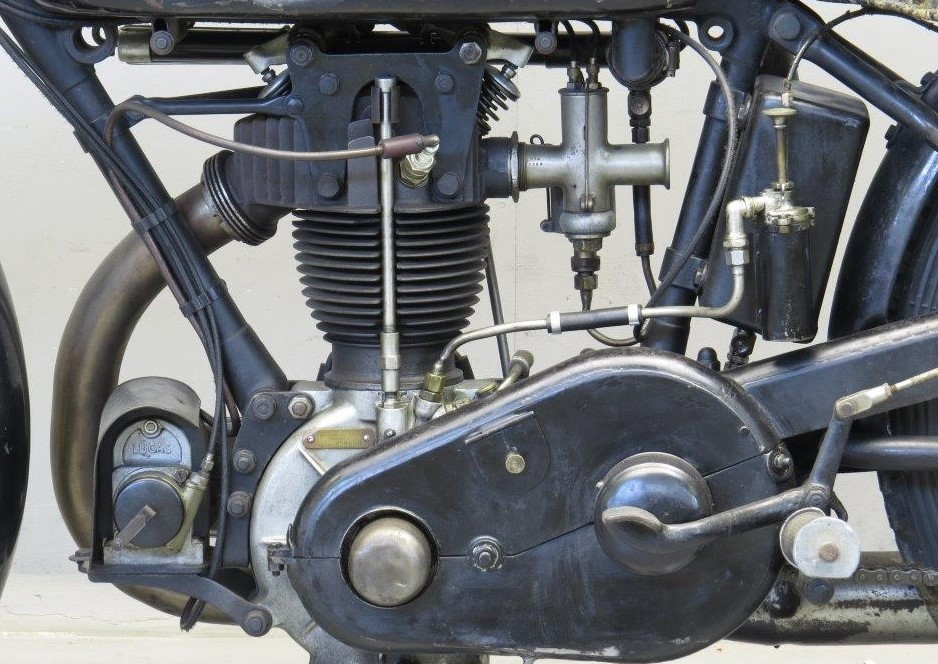
De linkerkant van de H10-motor toont de Lucas-ontstekingsmagneet, de beugel van de cilinderkop, de Binks-carburateur en de olietank met het handpompje.
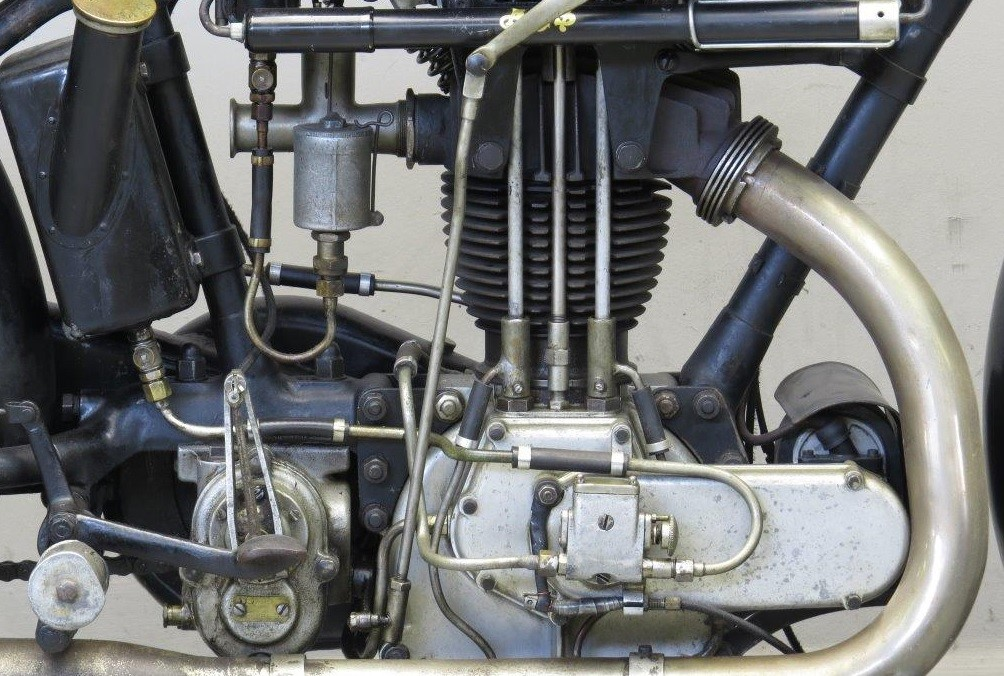
De rechterkant toont opnieuw de olietank met de leiding naar de mechanische oliepomp, de koppelingsbediening, de stoterstangen, de oliepomp en het kettingkastje voor de aandrijving van de ontstekingsmagneet.
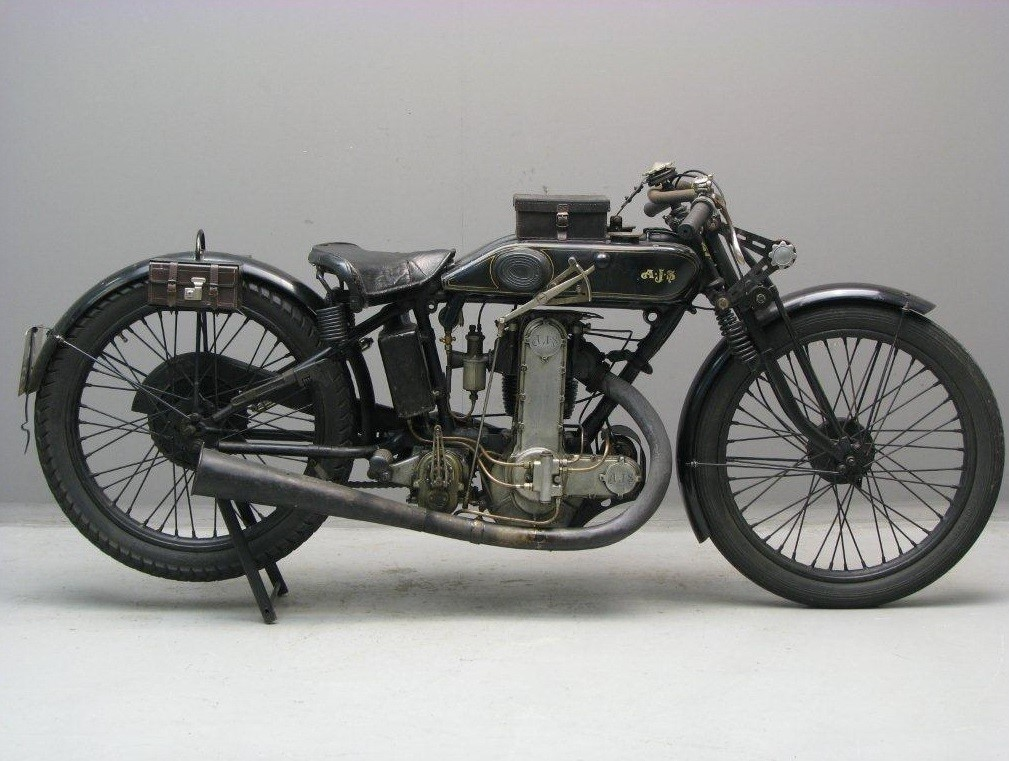
Model K10 uit 1928.
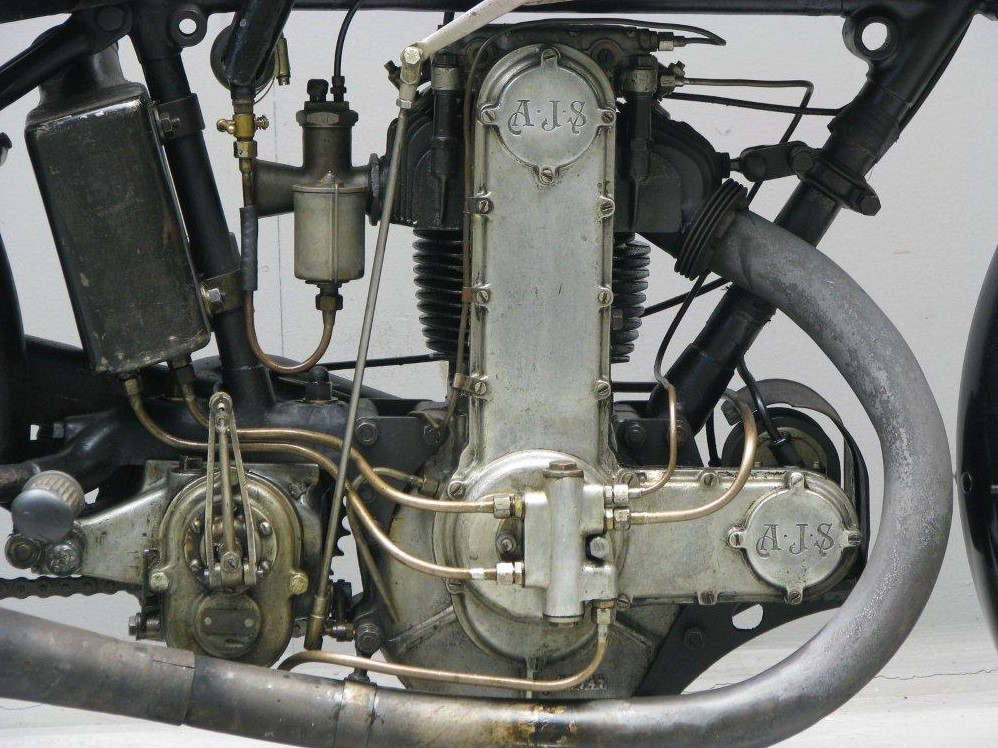
De ketting voor de ontstekingsmagneet loopt naar rechts, die voor de bovenliggende nokkenas omhoog. De nieuwe oliepomp maakt deel uit van het dry-sumpsysteem, dat in het begin van 1928 nog niet probleemloos werkte.
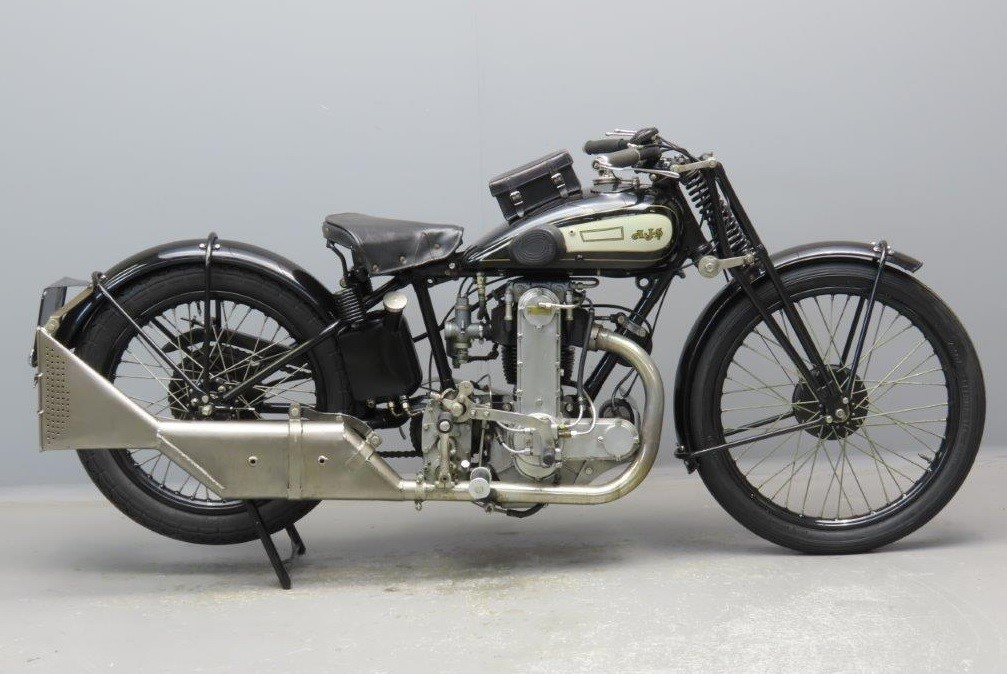
Model M10 uit 1929.

## Technische gegevens jaren twintig
| Periode                | 1926                         | 1927                         | 1928                                  | 1929                                  |                    |                    |                    |                    |                    |                    |                    |                    |
| Categorie              | Wegracer                     | Wegracer                     | Wegracer                              | Wegracer                              |                    |                    |                    |                    |                    |                    |                    |                    |
| Motortype              | Kopklepmotor (stoterstangen) | Kopklepmotor (stoterstangen) | Kopklepmotor (bovenliggende nokkenas) | Kopklepmotor (bovenliggende nokkenas) |                    |                    |                    |                    |                    |                    |                    |                    |
| Bouwwijze              | Staande eencilinder          | Staande eencilinder          | Staande eencilinder                   | Staande eencilinder                   |                    |                    |                    |                    |                    |                    |                    |                    |
| Koeling                | Lucht                        | Lucht                        | Lucht                                 | Lucht                                 |                    |                    |                    |                    |                    |                    |                    |                    |
| Boring                 | 84 mm                        | 84 mm                        | 84 mm                                 | 84 mm                                 |                    |                    |                    |                    |                    |                    |                    |                    |
| Slag                   | 90 mm                        | 90 mm                        | 90 mm                                 | 90 mm                                 |                    |                    |                    |                    |                    |                    |                    |                    |
| Cilinderinhoud         | 498,8 cc                     | 498,8 cc                     | 498,8 cc                              | 498,8 cc                              |                    |                    |                    |                    |                    |                    |                    |                    |
| Carburateur(s)         | Binks                        | Binks                        | Amal                                  | Amal                                  | Amal               | Amal               | Amal               | Amal               | Amal               | Amal               | Amal               | Amal               |
| Smeersysteem           | Total loss met handpomp      | Total loss met handpomp      | Dry-sump                              | Dry-sump                              | Dry-sump           | Dry-sump           |                    |                    |                    |                    |                    |                    |
| Max. Vermogen          | 5 pk                         | 5 pk                         | 5 pk                                  | 5 pk                                  |                    |                    |                    |                    |                    |                    |                    |                    |
| Primaire aandrijving   | Ketting                      | Ketting                      | Ketting                               | Ketting                               |                    |                    |                    |                    |                    |                    |                    |                    |
| Koppeling              | Meervoudige droge plaat      | Meervoudige droge plaat      | Meervoudige droge plaat               | Meervoudige droge plaat               |                    |                    |                    |                    |                    |                    |                    |                    |
| Versnellingen          | 3                            | 3                            | 3                                     | 3                                     |                    |                    |                    |                    |                    |                    |                    |                    |
| Secundaire aandrijving | Ketting                      | Ketting                      | Ketting                               | Ketting                               |                    |                    |                    |                    |                    |                    |                    |                    |
| Rijwielgedeelte        | Open brugframe               | Open brugframe               | Open brugframe                        | Open brugframe                        |                    |                    |                    |                    |                    |                    |                    |                    |
| Voorvork               | Parallellogramvork           | Parallellogramvork           | Parallellogramvork                    | Parallellogramvork                    | Parallellogramvork | Parallellogramvork | Parallellogramvork | Parallellogramvork | Parallellogramvork | Parallellogramvork | Parallellogramvork | Parallellogramvork |
| Achtervork             | Star                         | Star                         | Star                                  | Star                                  |                    |                    |                    |                    |                    |                    |                    |                    |
| Remmen                 | Trommelremmen                | Trommelremmen                | Trommelremmen                         | Trommelremmen                         |                    |                    |                    |                    |                    |                    |                    |                    |
| Tankinhoud             | 13,6 liter                   | 13,6 liter                   | Onbekend                              | Onbekend                              |                    |                    |                    |                    |                    |                    |                    |                    |
| Droog gewicht          | Onbekend                     | Onbekend                     | 135 kg                                | 135 kg                                |                    |                    |                    |                    |                    |                    |                    |                    |

## Jaren dertig
In de jaren dertig verdween AJS als zelfstandig bedrijf. In 1931 besloten de aandeelhouders om het faillissement aan te vragen en na een afgewezen bod van BSA werd de motorfietstak verkocht aan Matchless. Dat verplaatste de productie van Wolverhampton naar Woolwich, maar veranderde niet veel aan de modellen. In 1933 werd de type-aanduiding aangepast aan die van Matchless. Na het Model S10 werden de letters vervangen door het jaartal (33/10, 34/10 etc.)

### Modellen R10 en S10 1930-1931
Met Model R10 uit 1930 werd flink gewijzigd. De kleuren op de tank, die niet aansloegen bij de klanten, verdwenen. De machine was weer zwart met gouden biezen en voor 1 pond extra kon men een verchroomde of vernikkelde tank krijgen. De voorvork kreeg een frictie-stuurdemper. Het uitlaatsysteem werd vervangen door een Brooklands can-uitlaat. De belangrijkste verandering was echter de nieuwe motor met een boring van 79 mm en een slag van 101 mm. De machine kostte 86 pond. Veel van deze machines zijn voorzien van een voetschakeling. Mogelijk bood AJS die aan als vervanging van het schakelquadrant naast de tank. Het Model S10 uit 1931 was het laatste dat onder verantwoordelijkheid van AJS werd gebouwd en was (vrijwel) identiek aan het Model R10. 

### Senior TT 1930
In 1930 waren de Rudge Ulster-machines zowel in de Junior TT als de Senior TT oppermachtig. Jimmy Lind werd met zijn AJS slechts negende met ruim 22 minuten achterstand op winnaar Wal Handley.
| Pos | Coureur       | Merk | Tijd      | Snelheid  |
| --- | ------------- | ---- | --------- | --------- |
| 9   | Jimmy Lind    | AJS  | 3:54"36'0 | 67,56 mph |
| 12  | George Himing | AJS  | 4:04"15'0 | 64,89 mph |

| Coureur        | Merk | Oorzaak         |
| -------------- | ---- | --------------- |
| Leo Davenport  | AJS  | Versnellingsbak |
| Jimmie Guthrie | AJS  |                 |

#### Senior TT 1931
In 1931 was de Norton CJ1 betrouwbaar genoeg om de Senior TT te domineren. AJS had de winnaar van de Junior TT van 1929, Freddie Hicks gecontracteerd. Hicks deed het aanvankelijk goed: Hij reed op de vierde plaats, in achtervolging op de Norton CS1-rijders Percy "Tim" Hunt, Jimmie Guthrie en Stanley Woods, maar hij kwam ten val in Union Mills. Hij raakte zodanig gewond dat hij ter plaatse overleed. Hij was 30 jaar oud en liet zijn echtgenote Eva Rosalie achter. Ook de enige andere AJS-rijder Tom Simister haalde de finish niet.

#### Niet gefinisht
| Coureur       | Merk | Oorzaak |
| ------------- | ---- | ------- |
| Freddie Hicks | AJS  | Val (†) |
| Tom Simister  | AJS  |         |

### 1932
Nu AJS eigendom was van Matchless stopten eigenaren Harry en Charlie Collier de race-activiteiten. Het 350cc-AJS Model T7 kwam er nog wel, maar als sportmotor. Het 500cc-"Model T10" kwam er niet. Tijdens de TT van 1932 kwam er geen AJS-team aan de start. 

### Model 33/10 Competition 1933
In 1933 kwam het Model 10 terug als Model 33/10, volgens het principe dat Matchless ook ging gebruiken: het jaartal gevolgd door het type. Matchless kon een sportieve machine met een bovenliggende nokkenas goed gebruiken nu bleek dat het Matchless Silver Arrow-project ging mislukken. Het was echter geen racemotor meer. Het Model 33/10 werd geleverd met een middenbok, en (tegen betaling) een Lucas-elektrische verlichtingsset en dus ook een Lucas-magdyno. Het instrumentenpaneel zat op de tank en het gereedschapstasje verhuisde naar de rechterkant van het achterframe. Het was een sportmotor die als clubmanracer kon worden ingezet. 

### Modellen 34/10, 35/10 en 36/10 Competition en Racing 1934-1936
Het Model 34/10 uit 1934 bood amateurracers veel mogelijkheden. De compressieverhouding was 6:1, maar door het toepassen van een andere (bijgeleverde) zuiger kon men 7,5:1 bereiken. Er was zelfs 11:1-zuiger voor gebruik van alcohol als brandstof. De machine kreeg een vierversnellingsbak met positive stop-voetschakeling. De invloed van Matchless was duidelijk zichtbaar nu de ontstekingsmagneet was verplaatst naar de achterkant van de cilinder en het frame door de aanvulling met schetsplaten onder het blok was doorgetrokken tot een wiegframe. Er waren twee versies van de machine. Het Competition Model zou men nu een sportmotor noemen, maar het was ook toegespitst op terreinwerk omdat racecircuits nog zeer dun gezaaid waren. Daarom had het een omhooggebogen ("swept back")-uitlaat, een kickstarter en een instrumentenpaneel op de tank. Het was voorbereid voor elektrische verlichting en door de kleinere olietank ook voor de inbouw van een accu. Het had een carburateur met een grotere sproeier en een twist grip met snelgas. De tank was kleiner en had een inhoud van ongeveer 9 liter. De tank was verchroomd met gouden en zwarte elementen. Het Racing Model was een clubmanracer voor verharde circuits. Het had een lage, rechte uitlaat, een Amal-racecarburateur en een 16-liter tank die was uitgevoerd in zwart met gouden biezen. Het Competition Model kostte 70 pond, het Racing Model kostte 75 pond. De 35/10 en 36/10-modellen waren identiek, maar het "Racing Model" kreeg een "broodje" achterop. 

## Einde productie
Zoals gezegd had Matchless in de jaren dertig weinig interesse in races. De AJS-ingenieurs kregen nog een zekere mate van vrijheid en een enkele keer besloten coureurs toch voor AJS-machines te kiezen. Henry Tyrell-Smith en Harold Daniell scoorden nog top-tien plaatsen in de Senior TT van 1934 en in 1935 verscheen een prototype-toermotor met een V4-motor. In 1936 werd die doorontwikkeld tot de AJS V4 met compressor, die het dubbele vermogen van een Norton CS1 leverde, maar Daniell en George Rowley vielen er in de Senior TT van 1936 mee uit. Hoewel de V4 nog werd doorontwikkeld met waterkoeling werd het nooit een succes. Matchless bracht in 1935 de Modellen 35/D80 en 35/D90 uit. Die hadden een modieuze vooroverhellende cilinder en waren ook als sportmotor bedoeld. Het Model 35/D90 had zelfs een getunede motor, hoewel het nog stoterstangen had. Voor de dure constructie met bovenliggende nokkenas van het Model 10 was simpelweg geen ruimte meer. Een Model 35/D80 kostte slechts 54 pond. De 500cc-modellen van Matchless zouden resulteren in de Matchless Model G80-serie, die tot 1969 in productie zou blijven. Er kwamen vanaf 1945 weer 500cc-machines onder de merknaam "AJS". Deze AJS Model 18-serie bestond uit door badge-engineering verkregen kopieën van de Matchless G80. 

## Afbeeldingen jaren dertig

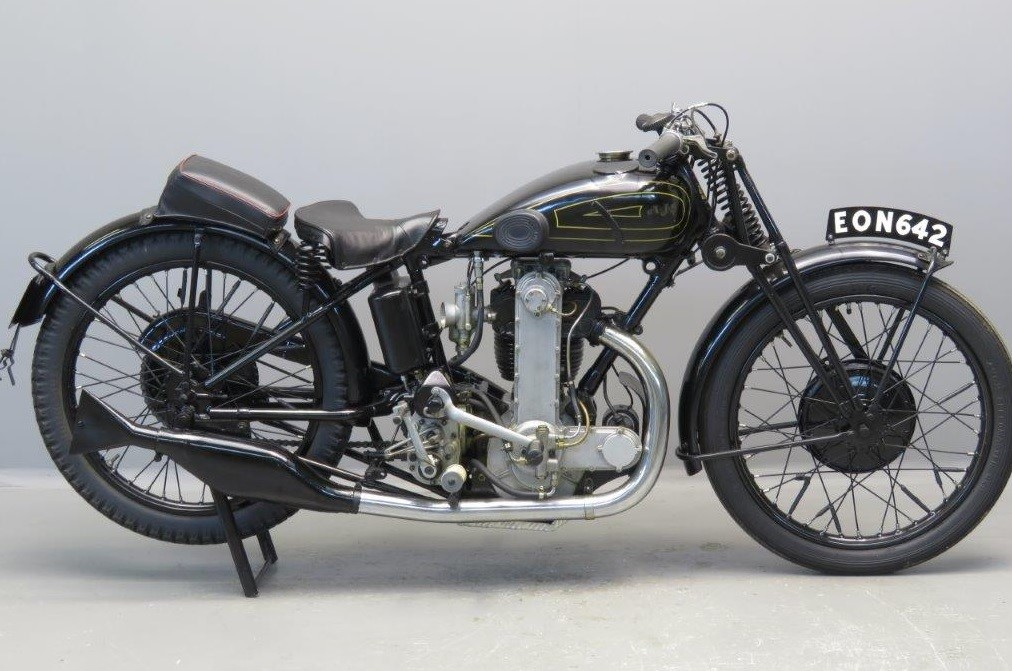
Model R10 uit 1930
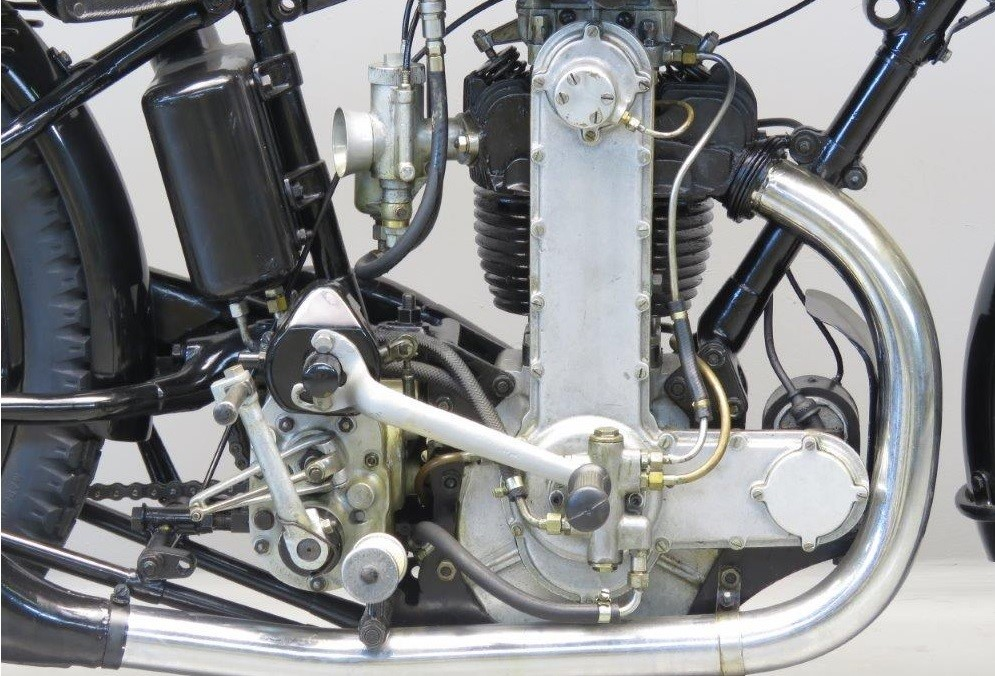
Voetschakeling op deze R10 uit 1930. Op de tank van deze machine is nog het bevestigingspunt van de handschakeling zichtbaar.
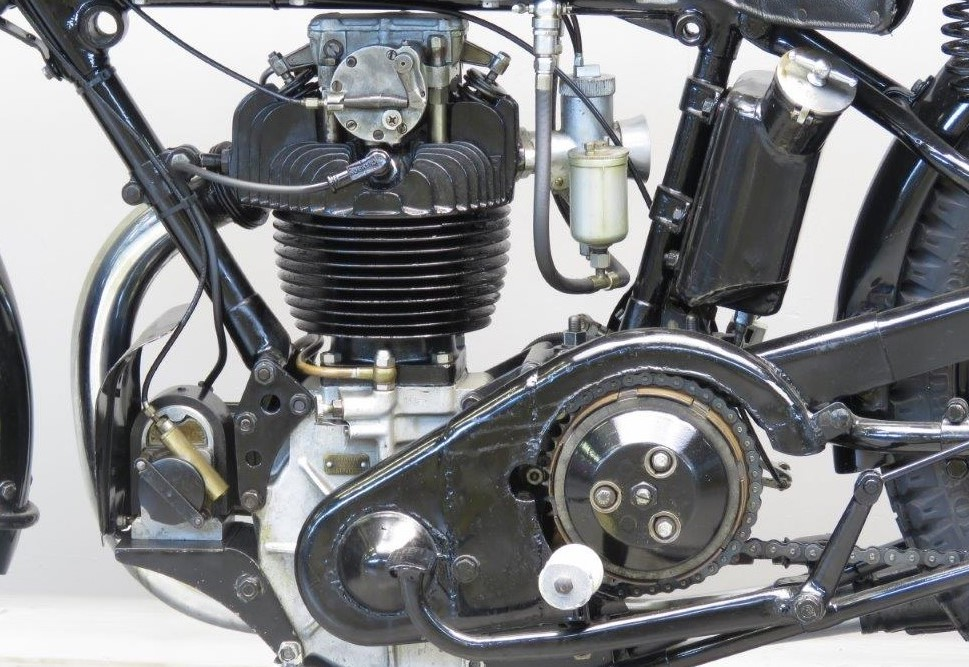
De kleptuimelaars waren in 1930 ingesloten. De koppeling is net als de versnellingsbak afkomstig van Sturmey-Archer.
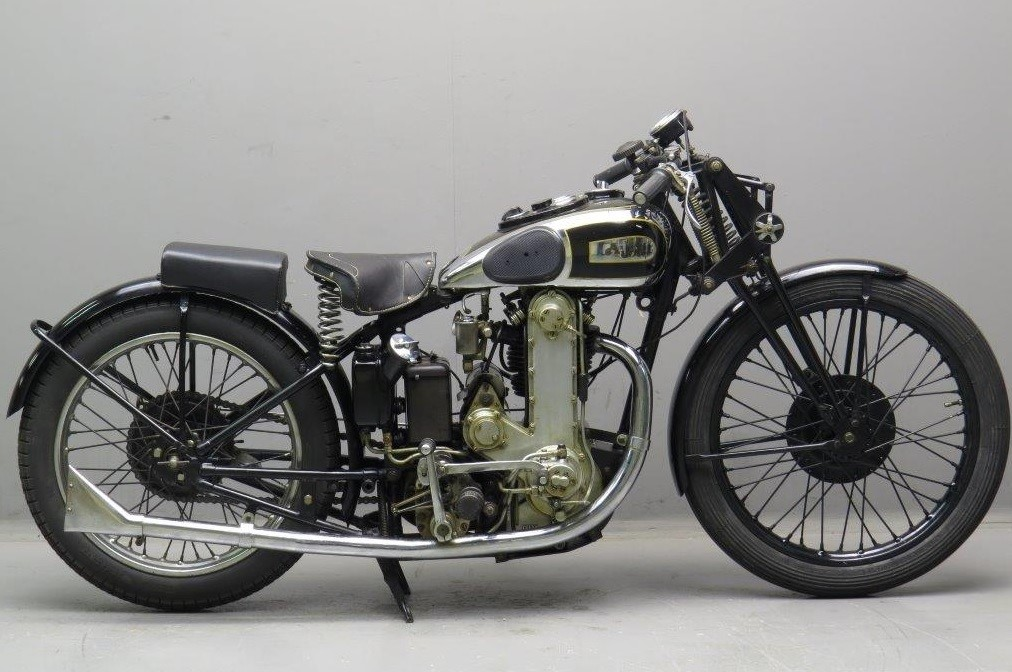
Waarschijnlijk een allegaartje, dit Model 36/10 uit 1936. Blok, frame, stuur, de lage uitlaat en het "broodje" achterop duiden op een "Racing"-versie, maar het instrumentenpaneel, de kickstarter en de accu op een "Competition"-versie. Het Racing-Model had geen ruimte voor een accu omdat het een veel grotere olietank had en geen kickstarter omdat races begonnen met een duwstart.
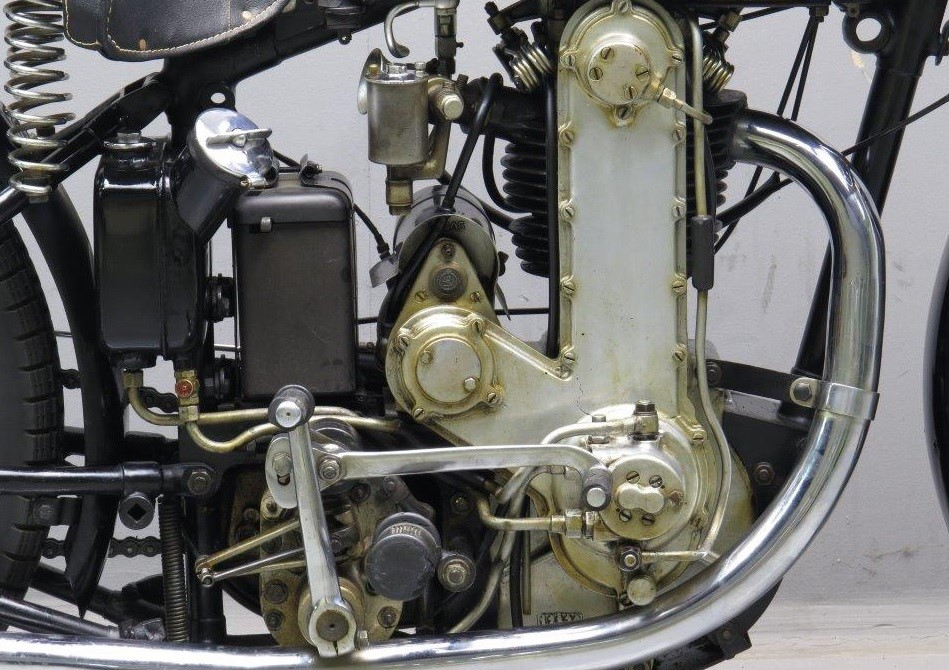
De ontstekingsmagneet verhuisde in 1934 naar de achterkant van de cilinder.
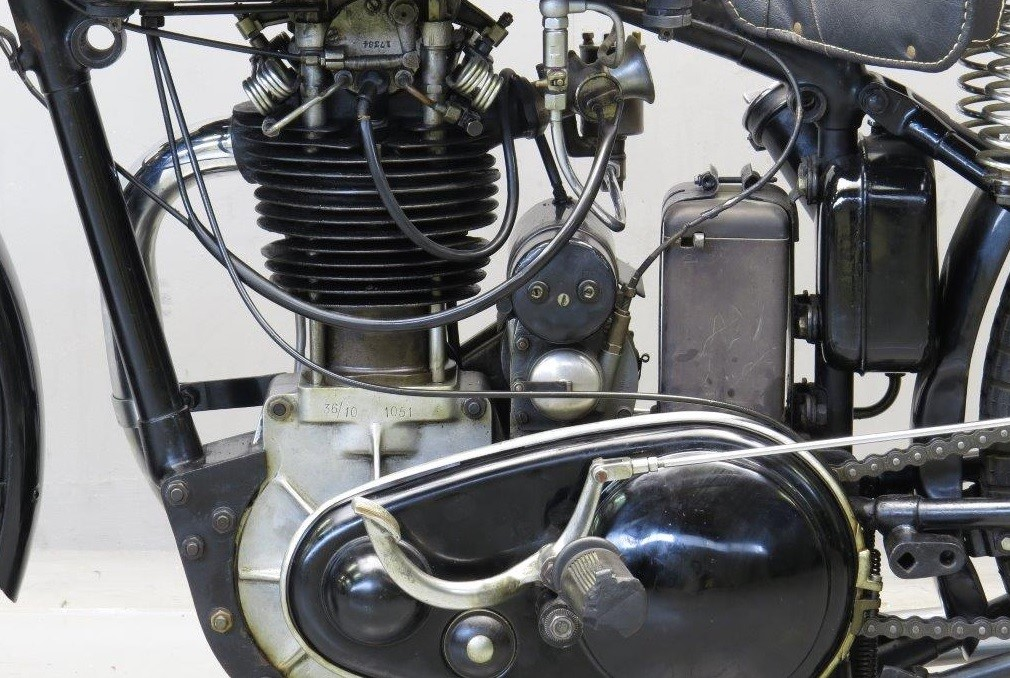
Het deksel van de primaire ketting met een klemband was typisch voor Matchless-modellen.

## Technische gegevens jaren dertig
| AJS Model              | R10                                   | S10                                   | 33/10 Competition                     | 34/10 Competition                     | 34/10 Racing                          | 35/10 Competition                     | 35/10 Racing                          | 36/10 Competition                     | 36/10 Racing                          |
| ---------------------- | ------------------------------------- | ------------------------------------- | ------------------------------------- | ------------------------------------- | ------------------------------------- | ------------------------------------- | ------------------------------------- | ------------------------------------- | ------------------------------------- |
| Periode                | 1930                                  | 1931                                  | 1933                                  | 1934                                  | 1934                                  | 1935                                  | 1935                                  | 1936                                  | 1936                                  |
| Categorie              | Wegracer                              | Wegracer                              | Sport                                 | Sport                                 | Clubman                               | Sport                                 | Clubman                               | Sport                                 | Clubman                               |
| Motortype              | Kopklepmotor (bovenliggende nokkenas) | Kopklepmotor (bovenliggende nokkenas) | Kopklepmotor (bovenliggende nokkenas) | Kopklepmotor (bovenliggende nokkenas) | Kopklepmotor (bovenliggende nokkenas) | Kopklepmotor (bovenliggende nokkenas) | Kopklepmotor (bovenliggende nokkenas) | Kopklepmotor (bovenliggende nokkenas) | Kopklepmotor (bovenliggende nokkenas) |
| Bouwwijze              | Staande eencilinder                   | Staande eencilinder                   | Staande eencilinder                   | Staande eencilinder                   | Staande eencilinder                   | Staande eencilinder                   | Staande eencilinder                   | Staande eencilinder                   | Staande eencilinder                   |
| Koeling                | Lucht                                 | Lucht                                 | Lucht                                 | Lucht                                 | Lucht                                 | Lucht                                 | Lucht                                 | Lucht                                 | Lucht                                 |
| Boring                 | 79 mm                                 | 79 mm                                 | 79 mm                                 | 79 mm                                 | 79 mm                                 | 79 mm                                 | 79 mm                                 | 79 mm                                 | 79 mm                                 |
| Slag                   | 101 mm                                | 101 mm                                | 101 mm                                | 101 mm                                | 101 mm                                | 101 mm                                | 101 mm                                | 101 mm                                | 101 mm                                |
| Cilinderinhoud         | 495,1 cc                              | 495,1 cc                              | 495,1 cc                              | 495,1 cc                              | 495,1 cc                              | 495,1 cc                              | 495,1 cc                              | 495,1 cc                              | 495,1 cc                              |
| Carburateur(s)         | Amal                                  | Amal                                  | Amal                                  | Amal                                  | Amal                                  | Amal                                  | Amal                                  | Amal                                  | Amal                                  |
| Smeersysteem           | Dry-sump                              | Dry-sump                              | Dry-sump                              | Dry-sump                              | Dry-sump                              | Dry-sump                              | Dry-sump                              | Dry-sump                              | Dry-sump                              |
| Max. vermogen          | 5 pk                                  | 5 pk                                  | 5 pk                                  | 5 pk                                  | 5 pk                                  | 5 pk                                  | 5 pk                                  | 5 pk                                  | 5 pk                                  |
| Primaire aandrijving   | Ketting                               | Ketting                               | Ketting                               | Ketting                               | Ketting                               | Ketting                               | Ketting                               | Ketting                               | Ketting                               |
| Koppeling              | Meervoudige droge plaat               | Meervoudige droge plaat               | Meervoudige droge plaat               | Meervoudige droge plaat               | Meervoudige droge plaat               | Meervoudige droge plaat               | Meervoudige droge plaat               | Meervoudige droge plaat               | Meervoudige droge plaat               |
| Versnellingen          | 3                                     | 3                                     | 3                                     | 4                                     | 4                                     | 4                                     | 4                                     | 4                                     | 4                                     |
| Secundaire aandrijving | Ketting                               | Ketting                               | Ketting                               | Ketting                               | Ketting                               | Ketting                               | Ketting                               | Ketting                               | Ketting                               |
| Rijwielgedeelte        | Open brugframe                        | Open brugframe                        | Open brugframe                        | Wiegframe                             | Wiegframe                             | Wiegframe                             | Wiegframe                             | Wiegframe                             | Wiegframe                             |
| Voorvork               | Parallellogramvork                    | Parallellogramvork                    | Parallellogramvork                    | Parallellogramvork                    | Parallellogramvork                    | Parallellogramvork                    | Parallellogramvork                    | Parallellogramvork                    | Parallellogramvork                    |
| Achtervork             | Star                                  | Star                                  | Star                                  | Star                                  | Star                                  | Star                                  | Star                                  | Star                                  | Star                                  |
| Remmen                 | Trommelremmen                         | Trommelremmen                         | Trommelremmen                         | Trommelremmen                         | Trommelremmen                         | Trommelremmen                         | Trommelremmen                         | Trommelremmen                         | Trommelremmen                         |
| Tankinhoud             | Onbekend                              | Onbekend                              | Onbekend                              | 9 liter                               | 16 liter                              | 9 liter                               | 16 liter                              | 9 liter                               | 16 liter                              |
| Topsnelheid            | Onbekend                              | Onbekend                              | Onbekend                              | Onbekend                              | 130 km/uur                            | Onbekend                              | 130 km/uur                            | Onbekend                              | 130 km/uur                            |